# Jože Časar
Jože Časar, slovenski hokejist na travi, * 8. maj 1963, Čepinci. 
V osemdesetih in začetku devedesetih let dvajsetega stoletja, je bil eden izmed najboljših slovenskih igralcev hokeja na travi. Po končani karieri je bil, od leta 2000 do leta 2004, selektor državne reprezentance Slovenije.

## Igralska kariera
V mladih letih je treniral nogomet in atletiko ter hokej na travi začel trenirati relativno pozno, leta 1977 v rodnih Čepincih. Takoj na začetku je pokazal velik talent in se kmalu prebil v mladinsko reprezentanco Slovenije. Leta 1979 je s HK Čepinci osvojil republiško prvenstvo Slovenije in se po tem uspehu preselil, v takrat najmočnejši pomurski hokejski klub HK Pomurje. Kmalu je kljub mladosti, tudi v novem klubu, postal eden izmed vodilnih igralcev. Preizkusil se je na različnih igralnih pozicijah, a bil najboljši kot obrambni igralec. Njegove dobre igre niso ostale neopažene in postal je mladinski reprezentant Jugoslavije, za katero je odigral dve tekmi. Nato je bil tudi član mlade reprezentance (U-21) in z njo, leta 1980 odšel na odmevno gostovanje v Egipt. Na koncu je za mlado reprezentanco Jugoslavije zbral osem nastopov. 
Za časa služenja vojaškega roka je leta 1982 hokej igral za HK Svoboda iz Ljubljane. Po vojski se je vrnil v HK Pomurje in bil do leta 1991 prisoten pri vseh večjih uspehih kluba, tako na zveznem nivoju, republiških tekmovanjih, kot tudi mednarodnih turnirjih. S HK Pomurje je na tekmovanjih v Sloveniji skupno osvojil, šest naslovov republiškega prvaka, devet naslovov pokalnega zmagovalca in bil petkrat republiški prvak v dvoranskem hokeju.
Po osamosvojitvi Slovenije je leta 1991 prestopil v HK Lipovci, s katerimi je nato igral do konca sezone 1999/2000. Vmes se je za eno sezono 1995/1996 vrnil v HK Pomurje. Ob osvojitvi svojega prvega naslova državnega prvaka, v sezoni 1992/1993 s HK Lipovci, je bil proglašen tudi za najboljšega igralca državnega prvenstva. S HK Lek Lipovci je na koncu skupno osvojil sedem naslovov državnega prvaka ter tri naslove pokalnega zmagovalca. Nastopil je tudi je tudi na dveh evropskih klubskih prvenstvih skupine C, leta 1997 v Stockholmu in leta 1999 na Dunaju ter obakrat osvojil sedmo mesto. 
Za državno reprezentanco Slovenije je igral le v letih 1992 in 1993 in zbral pet nastopov. Nekaj nastopov je v letih 1993 in 1994 zbral tudi za reprezentanco v dvoranskem hokeju, nato se je igranju v reprezentančnem dresu odpovedal.

## Trenerska kariera
Po končani karieri je leta 2000 prevzel vodenje državne reprezentance in jo prvič vodil na Panonskem pokalu v Budimpešti. V letu 2001 je na prijateljski tekmi proti Madžarski (5:4) v Moravskih Toplicah, reprezentanco popeljal do zgodovinske prve mednarodne zmage. Reprezentanco je vodil tudi na kvalifikacijah za evropsko prvenstvo v polskem Poznanju, kar je bil za Slovenijo sploh prvi nastop v kvalifikacijah. V letih 2002 in 2003 je z reprezentanco osvojil dve tretji mesti na Panonskem pokalu. Bronasto medaljo pa je z reprezentanco v dvoranskem hokeju, osvojil tudi na evropskem dvoranskem prvenstvu skupine C v Brescii. Reprezentanco je skupno vodil na dvaindvajsetih tekmah, od tega štiri tekme v dvorani. Ta številka ga med vsemi selektorji do sedaj, postavlja na prvo mesto.
Za kratek čas je v sezoni 2000/2001 prevzel treniranje HK Moravske Toplice, vendar se je vodenju kluba kasneje zaradi službenih obveznosti odpovedal.